# 梵净山柿
梵净山柿（学名：Diospyros fanjingshanica）为柿科柿属下的一个种。

## 扩展阅读
- 維基物種上的相關：梵净山柿